# Omar ibne Hubaira
Omar ibne Hubaira Alfazari (em árabe: عمر بن هبيرة; romaniz.: Umar ibn Hubayra al-Fazari; fl. 710—724) foi um proeminente general e governador omíada do Iraque que teve um importante papel nos conflitos que envolveram as tribos caicitas e iemenitas nesse período.

## Biografia
Membro da tribo caicita da Jazira (Mesopotâmia Superior), Omar reclamava pertencer à nobreza tradicional árabe pelo lado do seu avô materno, que supostamente era chefe do clã Banu Adi, da tribo dos Coraixitas. Contudo, a família não consta das fontes históricas antes da emergência de Omar em 696, quando serviu no Iraque sob Sufiane ibne Alabrade Alcalbi. Participou nas campanhas militares contra o Império Bizantino na década de 710, sob o comando de Maslama ibne Abedal Maleque e comandou a marinha muçulmana no grande cerco à capital bizantina, Constantinopla, em 717–718.
No seu regresso de Constantinopla foi nomeado governador da Jazira (em 718 ou 720) e cerca de um ano depois da ascensão de Iázide II (720 ou 721) foi nomeado governador do Iraque, substituindo o seu patrono Maslama. O território que governava incluía toda a parte oriental do califado, incluindo Coração, para onde ele nomeou como seus vice-governadores primeiro o seu companheiro caicita Saíde ibne Anre Alharaxi e depois o bacrita (membro da tribo dos Banu Becre) ibne Saíde ibne Aslã ibne Zurá. Em 721, comandou uma campanha contra a província bizantina da Arménia IV, onde fez 700 prisioneiros.
Como noutros locais do califado durante o reinado de Iázide II, o seu governo marcou um retorno à políticas opressivas do célebre ministro Alhajaje ibne Iúçufe. No início da supressão da rebelião de Iázide ibne Almoalabe, o Iraque foi sujeito a uma verdadeira ocupação pelas tropas caicitas sírio-jaziranas fiéis ao regime e Omar nomeou quase exclusivamente os seus compatriotas caicitas árabes do norte para os governos provinciais, praticamente excluindo do poder os Árabes do sul (iemenitas), tradicionalmente dominantes no Iraque. O seu sectarismo era tão flagrante que o poeta iraquiano seu contemporâneo Alfarasdaque chamou-lhe a "glória e apoiante supremo" dos Árabes do norte.
Quando o califa Hixame ibne Abedal Maleque chegou ao poder em 724, um dos seu primeiros primeiros atos foi demitir Omar do seu posto e substitui-lo pelo iamanita Calide Alcáceri. Omar foi torturado e só foi libertado depois de pagar uma parte considerável da sua fortuna. O estudioso islâmico Jean-Claude analisa o governo de Omar nos seguintes termos: «Áspero no tratamento daqueles que conquistou, ibne Hubaira parece ter governado em nome do arabismo e Islão, encarado como religião da espada. Seus métodos de governo, porém, não estão isentos de censura, mas o facto é que este grande nobre árabe, orgulhoso de pertencer à Gatafã foi mais acusado de cinismo do que de corrupção.» Devido ao seu empenhamento fervoroso ao lado dos caicitas no conflito com os iemenitas, tanto ele como o seu filho Iázide, que também serviu como governador do Iraque durante o reinado de Maruane II, são tratados muito negativamente nas fontes.